# 불타는 떨기나무

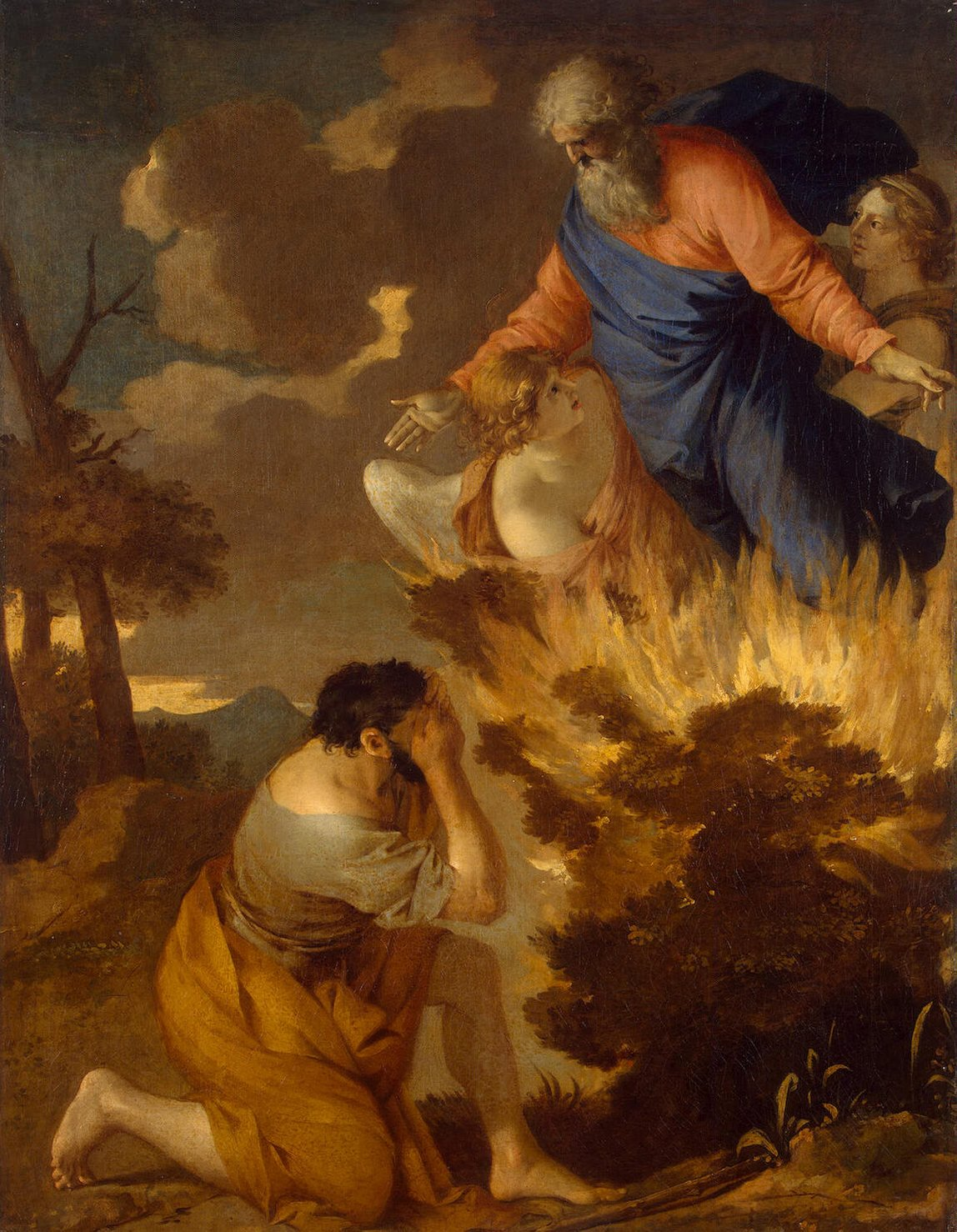
불타는 떨기나무. 17세기 세바스티앵 부르동의 작품으로 에르미타시 박물관 소장.

불타는 떨기나무는 구약성경의 모세오경(토라) 및 쿠란에 기록된 사건을 말한다. 이는 출애굽기 제3장에 호렙산에서 일어났다고 묘사되어 있다. 성경 기록에 따르면, 그 떨기나무는 불타고 있었지만 불길에 타서 없어지지 않았기 때문에 그러한 이름이 붙었다. 성경 및 쿠란의 이야기에 따르면, 불타는 떨기나무는 모세가 야훼로부터 이스라엘 민족을 이집트에서 가나안으로 이끌도록 임명받은 장소이다.
이야기에서 떨기나무를 영어로 번역한 히브리어 단어는 '센에'(히브리어: סְנֶה səne)로, 특히 가시나무를 가리킨다. 센에는 불타는 떨기나무를 묘사하는 두 곳에만 나타나는 단발어이다. 센에의 사용은 히브리어 텍스트에 흔히 나타나는 현상인 시나이(히브리어: סיני)에 대한 의도적인 말장난일 수 있다.

## 성경 이야기
이야기에서 야훼의 사자는 "떨기나무 가운데 불꽃 가운데" 나타난 것으로 묘사되며, 이어서 야훼가 그곳에서 이드로의 양떼를 치고 있던 모세에게 불타는 떨기나무 가운데에서 부르는 것으로 묘사된다. 모세가 가까이 다가가기 시작하자, 야훼는 그곳이 성지이므로 먼저 신발을 벗으라고 모세에게 말하였다.
나중에 자신을 야훼로 밝히는 떨기나무 속 목소리는 자신을 "아브라함의 하느님, 이사악의 하느님, 그리고 야곱의 하느님"으로 드러내고 이에 모세는 얼굴을 가린다.

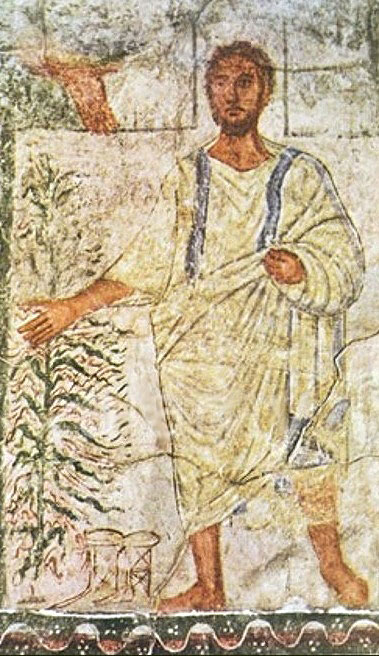
모세와 불타는 떨기나무. 서기 3세기 두라 에우로포스 유대교 회당의 그림.

일부 구약성경 학자들은 불타는 떨기나무 이야기가 야훼 문서와 엘로힘 문서를 함께 엮은 것으로 보며, 야훼의 천사와 신발을 벗는 것은 야훼 문서의 부분이고, 이와 병행하는 엘로힘 문서의 내용은 각각 하느님과 모세가 얼굴을 돌리는 것이라고 본다.
이 글은 야훼가 모세에게 파라오에게 가서 이스라엘 백성을 이집트에서 이끌어내도록 그를 보낸다고 말하는 것으로 묘사한다. 야훼는 이스라엘 백성이 이집트인들에게 억압받는 것을 보고 이 결정을 내렸다. 야훼는 모세에게 이스라엘 장로들에게 야훼가 그들을 가나안인, 헷족, 아모리인, 히위족, 여부스족의 땅으로 인도할 것이라고 말하라고 지시한다. 이 지역은 일반적으로 전체적으로 가나안이라는 용어로 불리며, "젖과 꿀이 흐르는 땅"으로 묘사된다.
모세는 "내가 이스라엘 자손에게 가서 '너희 조상의 하느님이 나를 너희에게 보내셨다'고 말하면, 그들이 내게 '그의 이름이 무엇이냐?'고 물을 때 내가 무엇이라고 말해야 합니까?" (출 3:13)라고 묻는다. 떨기나무에서 나는 하느님의 음성은 자신이 야훼라고 밝힌다. 이 글은 야훼(히브리어: יהוה)를 히브리어 구절 אֶהְיֶה אֲשֶׁר אֶהְיֶה "나는 스스로 있는 자이다"의 히브리어 단어 היה에서 유래시킨다.

이야기에 따르면, 야훼는 모세에게 이집트인과 이스라엘 백성을 대면하고, 앞으로 일어날 일에 대해 예언자에게 설명하도록 지시한다. 야훼는 그 후 모세의 신뢰도를 높이기 위해 다양한 시범적인 기적을 행한다. 그중에서도 모세의 지팡이는 뱀으로 변했고, 모세의 손은 일시적으로 "눈처럼 하얀 나병"에 걸렸으며, 물은 피로 변했다. 본문에서 야훼는 모세에게 지팡이를 손에 들고 기적을 행하라고 지시하는데, 마치 그것이 자신의 지팡이가 아니라 그에게 주어진 지팡이인 것처럼 말한다. 일부 본문 학자들은 이 후자의 지시가 모세가 자신의 지팡이를 사용한 더 자세한 이전 묘사의 엘로힘 문서 버전이며, 이를 야훼 문서에 귀속시킨다고 주장한다.

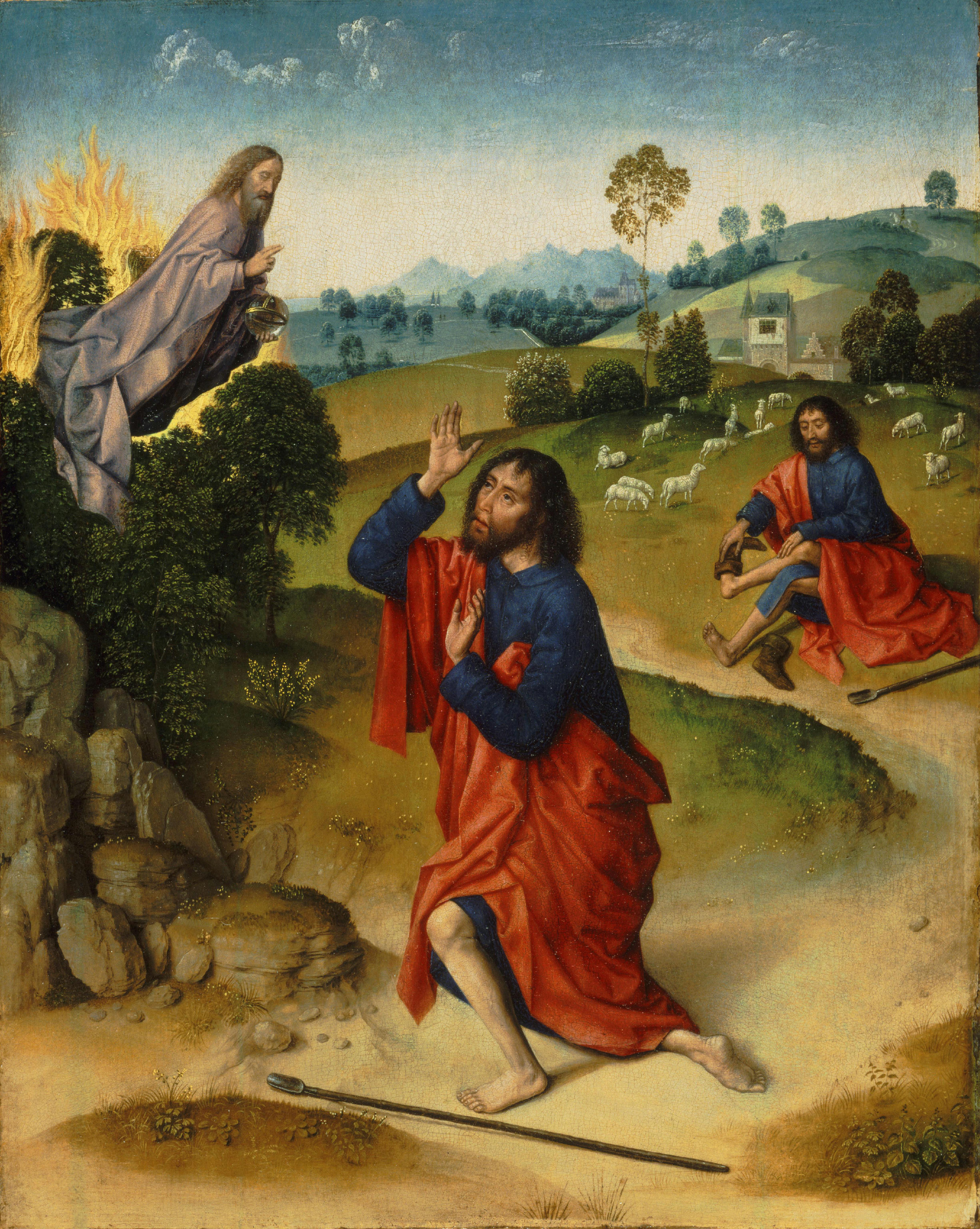
모세와 불타는 떨기나무, c. 1450–1475년, 디르크 바오츠의 작품으로 추정됨

표징에도 불구하고, 모세는 말을 잘 못하며 다른 사람을 보내야 한다고 주장하며 그 역할을 맡기를 매우 꺼려하는 것으로 묘사된다. 본문에서 야훼는 화를 내며 모세가 누가 말할 자격이 있고 말하지 않을 자격이 있는지 입을 만드신 분에게 감히 훈계하려 한다며 꾸짖는다. 그러나 야훼는 양보하고 아론을 모세에게 돕도록 보내는데, 아론은 말을 잘하며 이미 모세를 만나러 가는 중이기 때문이다. 이것은 토라에서 아론이 처음 언급되는 것이며, 그는 모세의 대변인으로 묘사된다.

## 대체 이론
알렉산더와 제니아 플라이셔는 불타는 떨기나무의 성경 이야기를 실제 식물학과 연결시킨다.
아직 불분명한 조건 하에, 이 식물은 엄청난 양의 휘발성 물질을 배출하여 꽃과 씨앗 꼬투리 근처에 성냥불을 붙이면 식물이 불꽃에 휩싸이게 됩니다. 이 불꽃은 식물에 아무런 손상 없이 빠르게 꺼집니다.

그러나 그들은 디크탐누스 종이 시나이 반도에서 발견되지 않는다고 결론지으며 다음과 같이 덧붙인다: "그러므로 어떤 디크탐누스 종도 비록 매력적인 합리적 근거가 있더라도, 진정한 '불타는 떨기나무'였을 가능성은 매우 낮다."
콜린 험프리스는 이에 대해 "출애굽기에는 모세가 조사하러 간 오래 지속되는 불에 대한 내용이지, 불꽃이 확 타올랐다가 빠르게 꺼지는 불에 대한 내용이 아니다"라고 반박한다.
또 다른 이론은 하르 카르콤에 비치는 햇빛이 놀라운 방식으로 반사되어 불처럼 보였다는 것이다.

## 위치

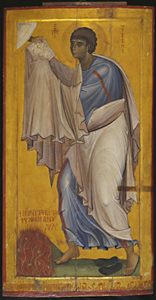
십계명을 받는 모세의 이콘. 떨기나무는 그의 발 아래, 왼쪽 하단에 묘사되어 있다 (성녀 카타리나 수도원, c. 1050)

초기 기독교 은자들은 시나이산이라고 믿었던 세르발산에 모였다. 그러나 4세기에 동로마 제국 시대에 그곳에 지어진 수도원은 성녀 가타리나 산이 성경의 시나이 산이라는 새로운 믿음으로 인해 버려졌다. 새로운 수도원인 성녀 가타리나 수도원이 그 산기슭에 지어졌고, 성경의 불타는 떨기나무의 장소로 여겨지는 곳이 확인되었다. 그곳에 자라는 떨기나무(가시나무, 학명 Rubus sanctus)는 나중에 수도원 안뜰로 몇 야드 옮겨졌고, 원래 자리는 수태고지에 헌정된 예배당으로 덮였으며, 떨기나무의 뿌리가 나온 자리를 은색 별로 표시했다. 성녀 가타리나 수도원의 수도사들은 교회 전통에 따라 이 떨기나무가 실제로 모세가 본 원래 떨기나무이지 나중에 교체된 것이 아니라고 믿으며, 예배당에 들어가는 누구든지 성경 기록에서 모세가 그랬던 것처럼 신발을 벗어야 한다.

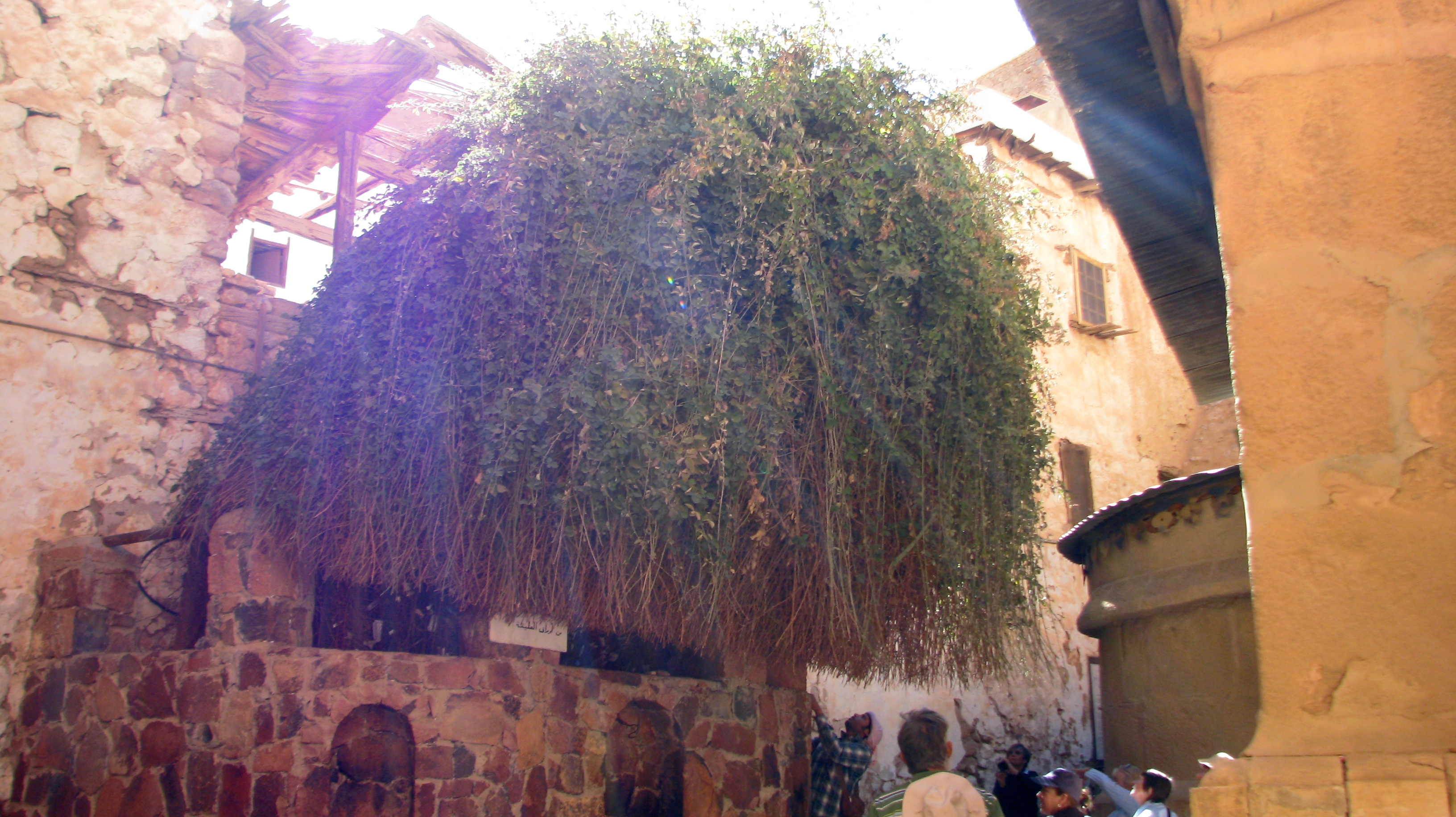
시나이 반도에 있는 성녀 가타리나 수도원의 떨기나무로, 수도원 전통에 따르면 불타는 떨기나무로 알려져 있다.

그러나 현대에는 성녀 가타리나 산이 아니라 인접한 제벨 무사(모세의 산)가 대중적인 전통과 여행 안내서에 의해 현재 시나이산으로 알려져 있다. 이러한 식별은 베두인족 전통에서 비롯되었다.
세르발산, 시나이산, 성녀 가타리나 산은 모두 시나이 반도 남단에 위치하지만, 이 반도의 이름은 비교적 현대에 만들어진 것이다. 플라비우스 요세푸스 시대나 그 이전에는 이 이름으로 알려지지 않았다. 일부 현대 학자와 신학자들은 사우디아라비아 북서부의 히자즈 지역, 페트라 인근의 북부 아라바 지역, 또는 간혹 시나이 반도 중부나 북부의 위치를 선호한다. 따라서 대다수의 학자들과 신학자들은 불타는 떨기나무가 실제로 존재했다면 성녀 가타리나 수도원에 보존된 떨기나무일 가능성은 매우 낮다는 데 동의한다.

## 상징과 해석

### 유대교
미국 유대신학교의 로고는 영어와 히브리어로 "불타는 떨기나무가 소멸되지 않았다"는 문구와 함께 불타는 떨기나무의 이미지를 담고 있다.
1200년대 후반의 카발라 작품인 조하르는 불타는 떨기나무가 비록 이스라엘 백성이 이집트에서 고통받고 있었지만, 불타고 있었지만 소멸되지 않은 떨기나무처럼 하느님의 보호를 받고 있었음을 암시한다고 제시한다.
출애굽기 구절들은 제사장의 "성스러운 기름"에 사용된 향기로운 갈대를 언급하는데, 이는 히브리어 구절 קנה בשם(qaneh bosem, 종종 Qaneh bosem으로 표기됨)이 성경 구절에서 "향기로운 갈대"로 번역되는데, 이는 삼속, 즉 대마초 또는 마리화나라고도 불리는 식물을 의미하는 성경 히브리어 구절이다.

### 기독교

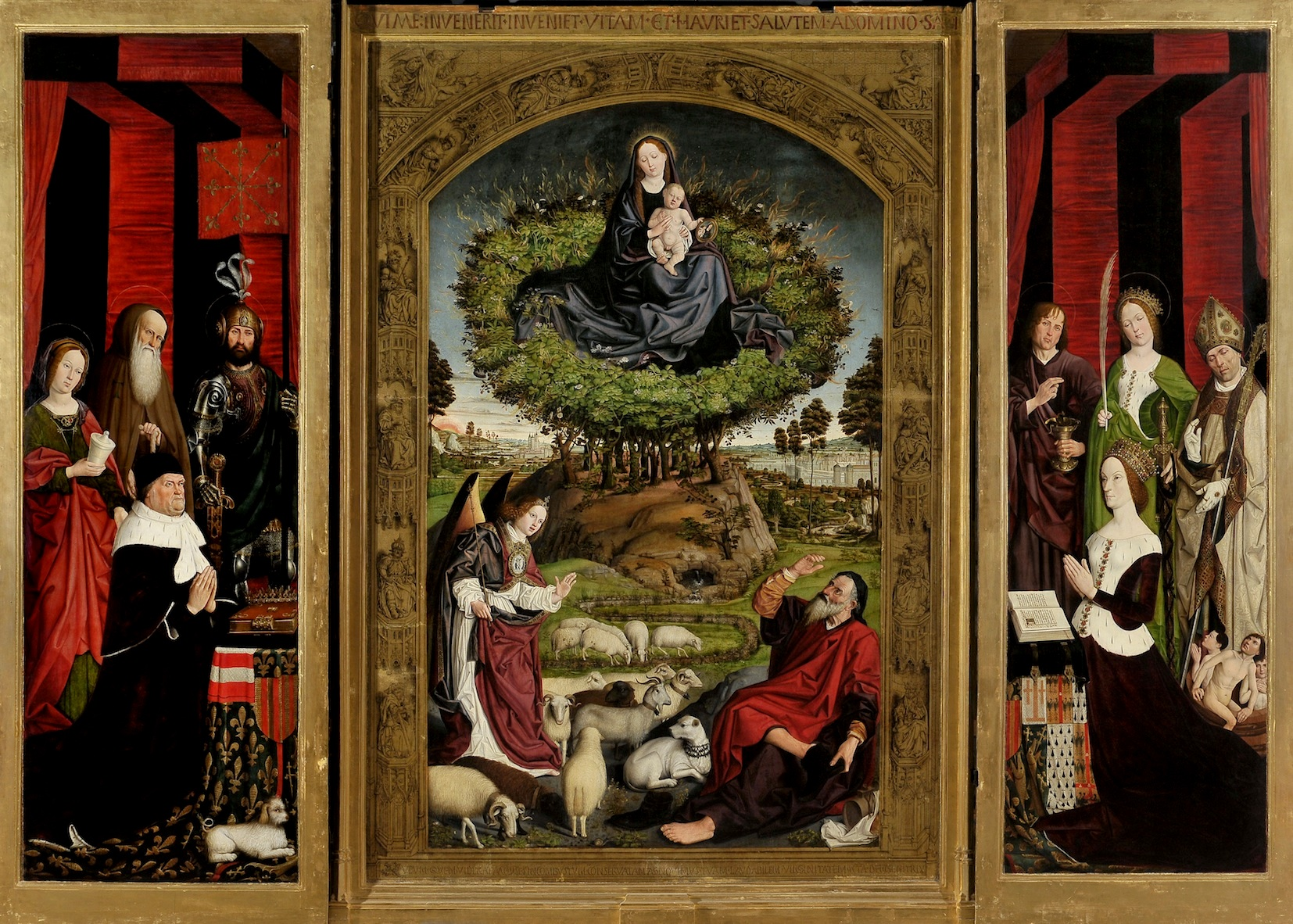
니콜라 프로망의 불타는 떨기나무 삼면화, 1475-1476년, 엑스 대성당 소장.

#### 천주교회
중세 천주교회에서 이 사건은 떨기나무가 불타도 없어지지 않은 것처럼, 동정녀로서 잉태한 마리아에게서 태어난 예수의 동정녀 탄생에 대한 예표적 유사성으로 여겨졌다. 따라서 15세기 불타는 떨기나무 삼면화 제단화와 같은 중세 가톨릭 미술 작품에서는 떨기나무나 나무 한가운데에 성모자상이 일반적으로 그려져 있다. 액자 밑바닥에 새겨진 라틴어 비문은 "모세가 불타도 없어지지 않는 것을 본 떨기나무 속에서, 우리는 거룩하신 하느님의 어머니, 경이롭게 보존된 당신의 동정성을 깨달았다"라고 번역된다. 동방정교의 견해도 비슷했다.

#### 동방정교

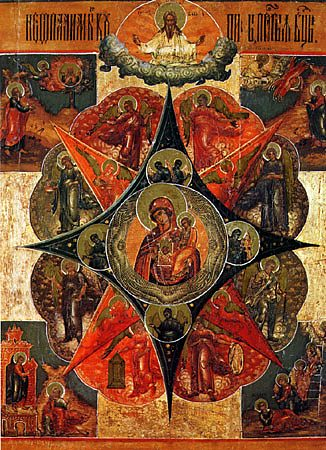
불타지 않는 떨기나무의 성모(네오팔리마야 쿠피나) 전통 이콘.

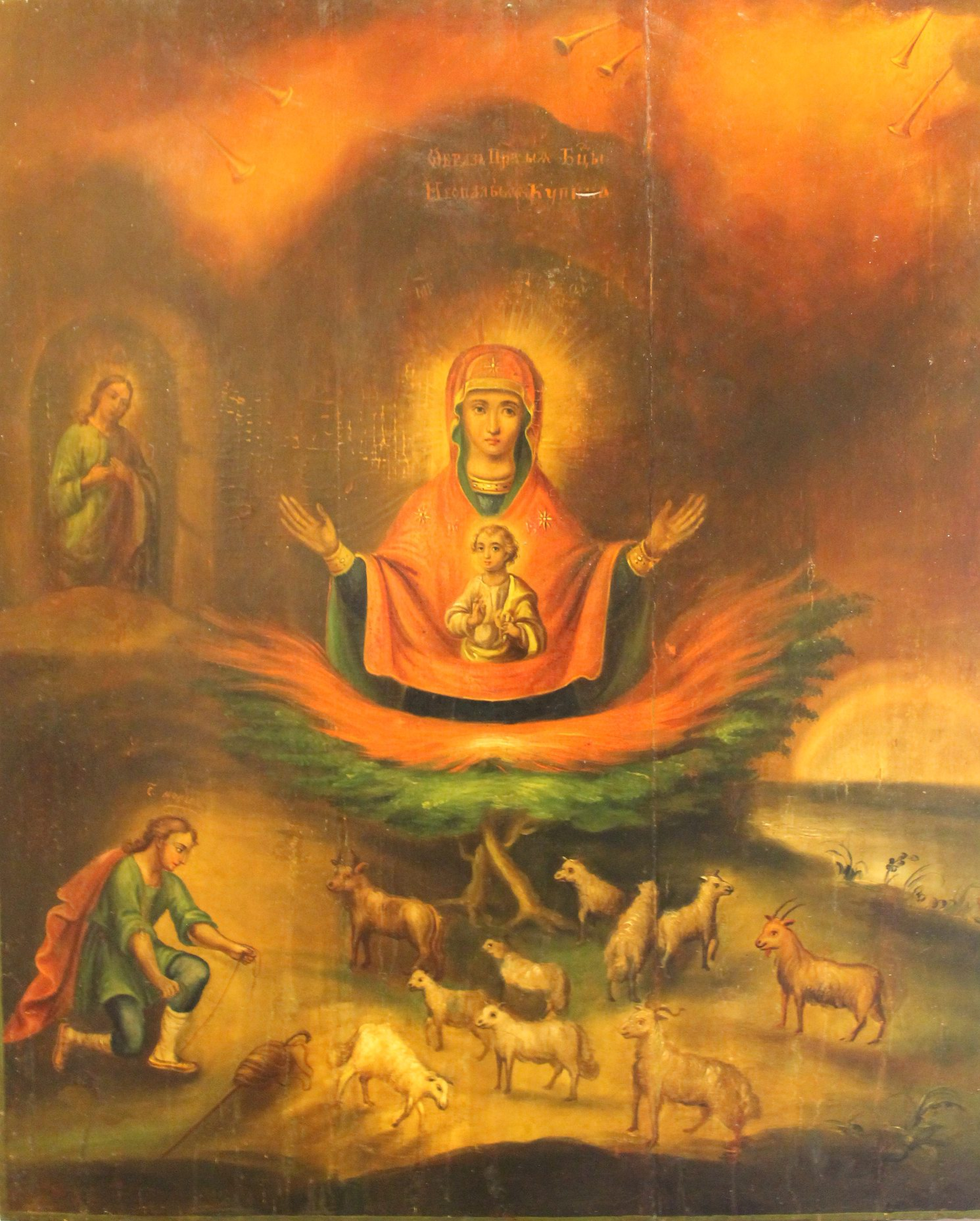
구약성경에 나오는 테오토코스의 "불타는 떨기나무" 이콘. 19세기, 폴리시아, 우크라이나. 우크라이나 가정 이콘 박물관, 라도미실 성, 우크라이나

동방정교에는 초기 기독교 교부들과 세계 공의회에서 유래한 전통이 있는데, 모세가 본 불꽃은 사실 하느님의 창조되지 않은 에너지/영광이었으며, 빛으로 나타났기 때문에 떨기나무가 타지 않았다고 설명한다. 이는 모세가 영원한 것으로 간주되는 창조되지 않은 에너지/영광을 볼 수 있도록 허락된 것으로 여겨진다. 구원의 정교회적 정의는 이 창조되지 않은 에너지/영광을 보는 것이며, 이는 존 S. 로마니데스와 같은 그리스 정교회 신학자들의 저술에서 반복되는 주제이다.
동방정교 용어에서 이 사건의 선호되는 명칭은 불타지 않는 떨기나무이며, 교회의 신학과 찬송가는 이를 예수의 동정녀 탄생을 미리 보여주는 것으로 본다. 동방정교 신학은 예수의 어머니 마리아를 테오토코스("하느님을 낳으신 분")라고 부르며, 그녀가 육화하신 하느님을 낳으면서 아무런 해를 입거나 처녀성을 잃지 않았다는 점에서 떨기나무가 타지 않고 불타는 것과 병행하여 본다. 성모를 하느님을 낳으신 분의 모습으로 묘사하는 불타지 않는 떨기나무라는 이콘 유형이 있으며, 이 이콘의 축일은 9월 4일이다 (러시아어: Неопалимая Купина).
이야기에서 하느님은 모세에게 말씀하시지만, 동방정교는 천사도 모세에게 들렸다고 믿는다. 동방정교는 그 천사를 하느님의 로고스로 해석하며, 이사야 9:6의 70인역에 언급된 위대한 조언의 천사로 간주한다. (이는 마소라 본문에서는 조언자, 전능하신 하느님이다.)

#### 개혁 전통
불타는 떨기나무는 1583년 제12차 시노드에서 위그노(프랑스의 칼뱅주의자)가 처음 채택한 이래로 개혁 교회들 사이에서 인기 있는 상징이 되어왔다. 프랑스어 모토인 "Flagror non consumor" – "나는 불타지만 소멸되지 않는다" –는 고통받는 교회가 그럼에도 불구하고 살아남는다는 상징으로 이해되었다. 그러나 불은 하느님의 임재의 표징이며, 하느님은 소멸하는 불이시므로(히브리서 12:29), 이 기적은 더 큰 기적을 가리키는 것으로 보인다: 하느님은 은혜로 그의 언약 백성과 함께 계시므로 그들은 소멸되지 않는다.
- 프랑스개혁교회의 현재 상징은 불타는 떨기나무와 위그노 십자가이다.
- 스코틀랜드 교회의 표어는 라틴어로 "그럼에도 불구하고 소멸되지 않았다"는 뜻의 "Nec tamen consumebatur"인데, 이는 불타는 떨기나무의 성경적 묘사를 암시하며, 양식화된 불타는 떨기나무가 교회의 상징으로 사용된다. 이 사용은 1690년대부터 시작되었다.
- 불타는 떨기나무는 아일랜드 장로교의 상징으로도 사용되는데, 이 교회는 "타오르지만 번성하는"을 의미하는 라틴어 "Ardens sed virens"를 표어로 사용하며, 불타는 떨기나무의 성경적 묘사를 기반으로 한다. 동일한 로고는 분리된 얼스터 자유장로교회에서도 사용된다.
- 불타는 떨기나무는 캐나다 장로교, 호주장로교회 문장, 1846년 창립 이래 영어 표어 '그리고 떨기나무는 소멸되지 않았다'를 사용하는 호주 동부장로교회, 뉴질랜드 장로교회, 대만기독장로교회, 싱가포르 장로교회, 브라질 장로교회, 말레이시아 장로교회, 북미 자유개혁교회, 그리고 네덜란드의 기독개혁교회의 상징이기도 하다.

### 이슬람
쿠란에 따르면, 모세는 기간을 마친 후 가족과 함께 이집트로 떠났다. 쿠란은 그들이 여행 중 투르 근처에 멈췄을 때, 모세가 불을 보고 가족에게 자신이 불을 가져올 때까지 기다리라고 지시했다고 언급한다. 모세가 투와 계곡에 도착했을 때, 쿠란에서 알-부카아 알-무바라카(‎아랍어: الـبُـقـعَـة الـمُـبَـارَكَـة, "축복받은 땅")로 숭앙받는 계곡 오른쪽 나무에서 하느님이 그에게 소리쳤다. 모세는 하느님으로부터 신발을 벗으라는 명령을 받았고, 선지자로 선택되었으며, 기도 의무와 심판의 날에 대해 통보받았다. 그 후 모세는 지팡이를 던지라는 명령을 받았는데, 지팡이가 뱀으로 변했고, 나중에 다시 잡으라는 지시를 받았다. 쿠란은 이어서 모세가 손을 옷 안에 넣으라는 명령을 받았고, 손을 드러내자 밝은 빛이 났다고 서술한다. 하느님은 이것들이 파라오를 위한 표징이며, 모세에게 파라오를 초대하여 한 분 하느님을 숭배하도록 명령한다고 말한다.

### 바하이 신앙

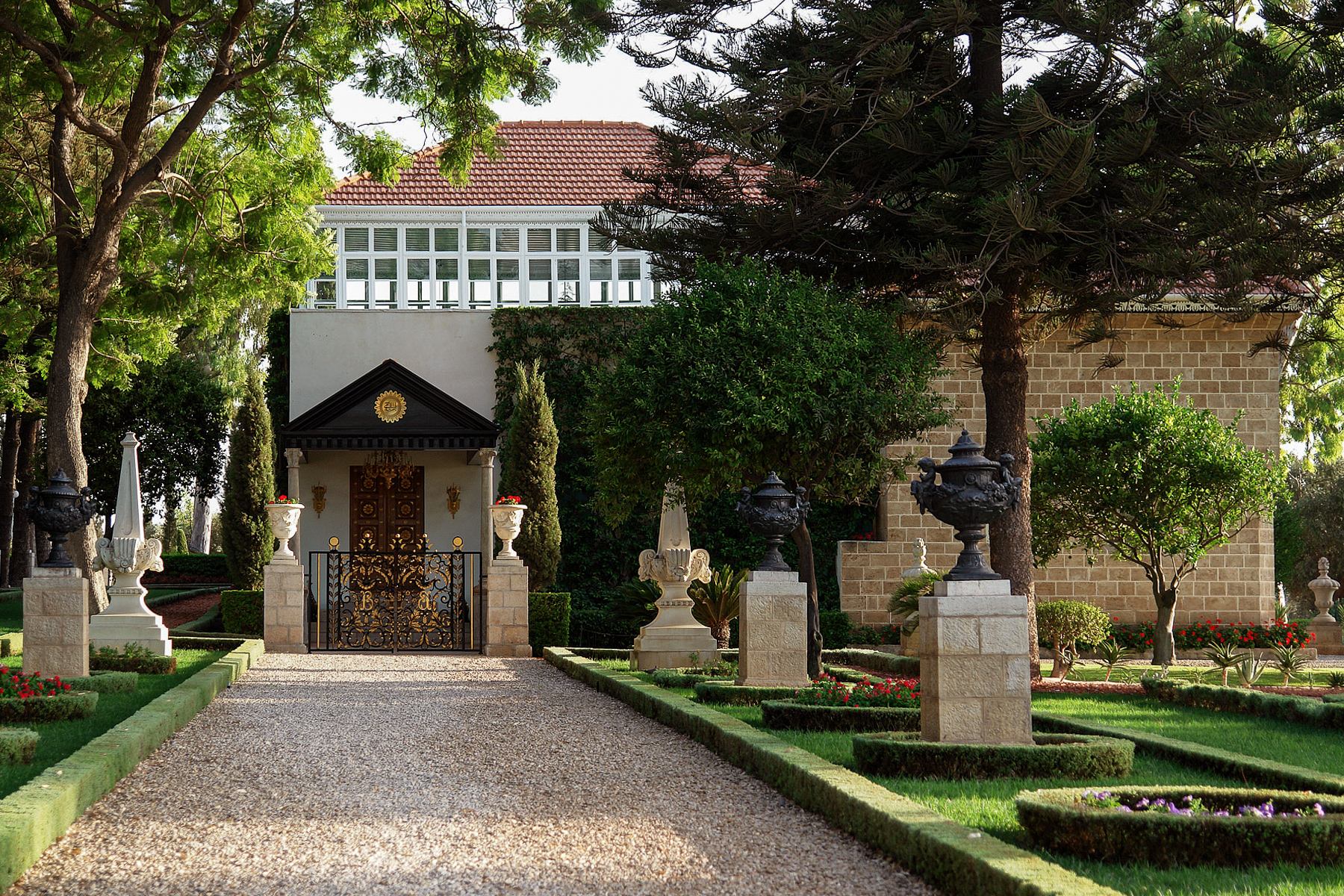
아크레 (이스라엘) 근처 바지에 위치한 바하올라 묘소.

바하이 신앙은 불타는 떨기나무를 하느님의 목소리로 이해한다. 불타는 떨기나무라는 용어는 바하이 신앙의 선지자이자 창시자인 바하올라의 저서에 자주 등장한다. 바하이 신앙의 가르침에 따르면, 불타는 떨기나무에서 들려온 하느님의 목소리는 이제 바하올라의 계시를 통해 직접 인류에게 말씀하고 있다. 바하올라는 "그 능력으로 모든 나무가 떨기나무가 이전에 모세에게 선포했던 것을 외치게 한 계시"라고 선포한다.
모세와 불타는 떨기나무의 연관성을 다시 이야기하며, 바하올라는 다음과 같이 썼다.
광야에서 하느님과 대화하던 분이 그의 장인 이드로의 양 떼를 돌보던 날들을 너는 기억하라. 그는 거룩한 땅 위로 솟아올라 "오 모세! 진정 나는 하느님, 너의 주이며 너의 조상 아브라함, 이사악, 야곱의 주니라!"라고 외치는 불타는 떨기나무에서 들려오는 인류의 주의 목소리에 귀 기울였다. 그는 그 목소리의 매혹적인 음색에 너무나 사로잡혀 세상에서 자신을 분리하고 파라오와 그의 백성들을 향해 떠났으니, 그의 주는 모든 과거와 미래에 걸쳐 주권을 행사하시는 분이시다. 이제 세상 사람들은 모세가 들었던 것을 듣고 있지만, 그들은 이해하지 못한다.

-키타비 악다스 이후에 계시된 바하올라의 서신에서

### 라스타파리
일부 라스타파리 운동 추종자들은 불타는 떨기나무가 삼속이었다고 믿는다.

## 같이 보기
- 아론의 지팡이
- 법궤
- 모세의 지팡이
- 신현

## 내용주
1. ↑  출애굽기 3:1–4
2. 1 2  출애굽기 3:4
3. ↑  Cheyne, T. K.; Black, J. S. (1899). 〈Bush〉. 《Encyclopedia Biblica, Volume 1》. Toronto: George N. Morang & Company.
4. 1 2  Jastrow, M.; Ginzberg, L.; Jastrow, M.; McCurdy, J. F. (1906). 〈Burning Bush〉. 《Jewish Encyclopedia》 – JewishEncyclopedia.com 경유.
5. 1 2 3 4 5  피크의 성경 주석
6. 1 2  Friedman, Richard Elliott (2005년 8월 16일). 《The Bible with Sources Revealed》. HarperOne. ISBN 978-0-06-073065-9.
7. ↑  출애굽기 3:2
8. ↑  출애굽기 3:5
9. 1 2  출애굽기 3:6
10. 1 2  유대교 백과사전, 출애굽기
11. ↑  출애굽기 3:7
12. 1 2  출애굽기 3:17
13. ↑  출애굽기 3:14
14. ↑  출애굽기 4:2–4
15. ↑  출애굽기 4:6–7
16. 1 2  출애굽기 4:9
17. ↑  출애굽기 4:10–13
18. ↑  출애굽기 4:14
19. ↑  출애굽기 4:15–16
20. ↑  Fleisher, Alexander; Fleisher, Zhenia (January–February 2004). 《Study of Dictamnus gymnostylis Volatiles and Plausible Explanation of the "Burning Bush" Phenomenon》. 《Journal of Essential Oil Research》 16. 1–3쪽. doi:10.1080/10412905.2004.9698634. S2CID 95462992.
21. ↑  Humphreys, Colin (2006). 《Miracles of Exodus》. Continuum International Publishing Group. 73쪽.
22. ↑  Kershner, Isabel (2021년 12월 31일). “Is That a Burning Bush? Is This Mt. Sinai? Solstice Bolsters a Claim”. 《뉴욕 타임스》. 2022년 1월 2일에 확인함.
23. ↑  Popa's Tales: The Burning Bush 보관됨 9 10월 2007 - 웨이백 머신
24. ↑  “The Jewish Theological Seminary - Home Page”. 2019년 6월 3일에 원본 문서에서 보존된 문서. 2020년 7월 9일에 확인함.
25. ↑  Shemot (parashah)
26. ↑  “What Is Qaneh-Bosem? Ancient Hebrew Meaning & Bible Facts -->”. 2025년 5월 25일에 확인함.
27. ↑  Bogomolets O. Radomysl Castle-Museum on the Royal Road Via Regia". — Kyiv, 2013 ISBN 978-617-7031-15-3
28. ↑  The Octoechos, Volume II (St. John of Kronstadt Press, Liberty, TN, 1999), Dogmaticon, Tone II
29. ↑  Isaiah 9:6 (LXX)
30. ↑  “The Reformation Study Bible | About | the Symbol of the Burning Bush in Church History”.
31. ↑  Laude, Patrick (2011). 《Universal Dimensions of Islam: Studies in Comparative Religion》. World Wisdom. 31쪽. ISBN 9781935493570.
32. ↑  Patrick Laude (2011). 《Universal Dimensions of Islam: Studies in Comparative Religion》. World Wisdom, Inc. 31쪽. ISBN 9781935493570.
33. 1 2  Paterson, Andrea C. (2009). 《Three Monotheistic Faiths - Judaism, Christianity, Islam: An Analysis and Brief History》. AuthorHouse. ISBN 9781434392466.
34. ↑  Andrea C. Paterson (2009). 《Three Monotheistic Faiths – Judaism, Christianity, Islam: An Analysis And Brief History》. AuthorHouse. 112쪽. ISBN 9781434392466.
35. ↑  “Bahá'í Prayers | Bahá’í Reference Library”. 《www.bahai.org》. 2021년 8월 6일에 확인함.
36. ↑  “Tablets of Bahá’u’lláh | Bahá’í Reference Library”. 《www.bahai.org》. 2021년 8월 6일에 확인함.
37. ↑  Mandito, Ras (2014). 《The Testament Of Rastafari》. Lulu.com. 133쪽. ISBN 9781105595653. 2022년 1월 22일에 확인함.
38. ↑  Cathcart, Jermaine (2016). 《Knowledge of Good and Evil: An Urban Ethnography of a Smoking Culture》 (PDF). Riverside: University of California. 37쪽. ISBN 9781369300659. 2022년 1월 22일에 확인함.